# セバスティアン・ソサ・サンチェス
セバスティアン・ソサ・サンチェス（Sebastián Sosa Sánchez, 1994年3月13日 - ）は、ウルグアイ・メロ出身のサッカー選手。CAベレス・サルスフィエルド所属。ポジションはフォワード。

## 略歴
父エベルレイ・ソサも元プロサッカー選手。父がキャリアを終えたウルグアイのセロ・ラルゴFCで2011年にプロキャリアをスタートさせ、9月3日、CAフェニックス戦でプロデビュー。9得点を挙げ有望なストライカーとして注目を浴びる。当初はSSCナポリへの移籍が噂されていたが、最終的にUSチッタ・ディ・パレルモに加入した。2013年1月からは母国のセントラル・エスパニョールFCに、翌年2月にはFKセニツァに期限付き移籍した。2014年9月1日、エンポリFCに完全移籍し、カテゴリア・スペリオレのFKヴラズニアにレンタルされた。
2017年1月19日、ナシオナル・モンテビデオからのシーズンローンでカンペオナート・ウルグアージョ昇格を果たしたCAボストン・リーベルへ加入した。

## タイトル
- カンペオナート・ウルグアージョ・エスペシアル : 2016